# マスタードム作戦
1945年から1946年にかけて行われたベトナムでの戦闘は、イギリス側の作戦名マスタードム作戦（Operation Masterdom）、あるいは北ベトナム側の呼称南部抗戦（Nam Bộ kháng chiến）として知られる。第二次世界大戦後、日本の降伏を受けてインドシナ半島には政治的空白が生じていた。英印軍とフランス軍によるタスクフォースおよび現地に残留していた旧日本陸軍南方軍所属将兵は、インドシナ半島の支配を巡って共産主義勢力ベトミンと対峙した。
およそ45年間も続くことになるインドシナ戦争は、20世紀末を通じて世界的な注目を集めた。主にフランスによって戦われた1945年から1954年までの戦争、アメリカ合衆国の介入（ベトナム戦争）を経て1973年まで行われた戦争、1978年に行われたベトナムのカンボジア侵攻（カンボジア・ベトナム戦争）に端を発する戦争はそれぞれ第一次、第二次、第三次インドシナ戦争と呼ばれる。実際にはこれらに先立つ1945年から1946年にかけて、イギリスのサイゴン進駐に端を発する短期間ながら重要な紛争が発生していた。

## ポツダム宣言

### 南ベトナムの監督の委任

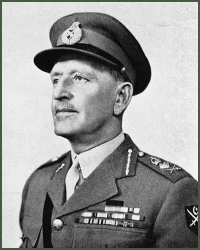
ダグラス・グレイシー

1945年7月、ポツダムにて連合国首脳陣による協議が行われ、インドシナ半島に展開する日本軍の降伏に関連し、北緯16度線を境界とした半島北部の監督を蔣介石（中華民国）、南部の監督を東南アジア地域連合軍（SEAC）総司令官ルイス・マウントバッテン（イギリス）に委任した。連合各国はフランスがフランス領インドシナの正当な領有国である点について合意していたが、大戦を通じて枢軸国に国土の大半を占領されたことで植民地を支配するだけの国力を喪失しているとも考えられていた。このため、再進駐を行うフランス当局を支援するべく英印軍がインドシナ半島に派遣されることとなったのである。当時、イギリス陸軍は徴兵制を採用していたこともあり、アジア方面での終戦を受けて早期の復員を求める圧力が高まっていた。そのため、SEACでは主に志願兵から成る英印軍を主力として戦後処理のための諸任務を実施しなければならなかった。しかし、SEACとイギリス本国政府、そして英印軍上層部の間にあった、英印軍の目的や権限に関する認識の大きな隔たりは、その後の作戦の混乱に繋がった。
マウントバッテンはサイゴンに派遣する連合国委員会（占領行政当局）、および歩兵を主力とする仏印連合地上軍（Allied Land Forces French Indochina, ALFFIC）の編成を命じた。これらの組織はサイゴン周辺における治安維持および日本軍部隊の武装解除、連合国軍捕虜の解放および支援をその任務と定めていた。
委員会当局の関心は、もっぱら東南アジアにおける日本陸軍司令部の解体と連合国軍捕虜への人道支援に向けられていた。委員会議長には英印軍第20インド師団長ダグラス・グレイシー少将が選ばれ、第20師団の下級編成であるD・E・ターントン准将（D.E. Taunton）指揮下の第80旅団が最初のALFFIC所属旅団としてベトナムへ派遣されることとなった。

### 東南アジア地域連合軍の到着の遅延

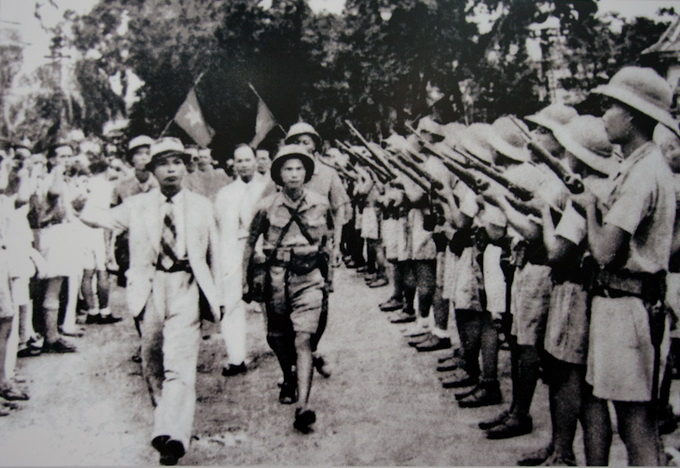
ベトナム八月革命の最中、ベトミンの閲兵を行うヴォー・グエン・ザップ将軍（1945年8月26日）

1945年8月末までに東南アジア各方面での占領任務に割り当てられたイギリス軍部隊は準備を終え、一部は既に出発していた。しかし連合国軍最高司令官ダグラス・マッカーサーがSEACに対し、東京にて正式な日本の降伏手続きが行われるまで再進駐を控えるように要請したため、正式な占領任務の開始は8月28日と改められた。また、その後台風の影響で9月2日まで延期されている。要請の背景には、各地に展開する日本軍野戦指揮官らと日本本国の意思疎通が既に途絶していたため、日本政府の降伏手続きを待たない行動が野戦指揮官らの反発を招き、軍部隊の降伏拒否につながる可能性が危惧されていたことがある。
マッカーサーの要請により連合国軍のベトナム到着が遅延したため、日本軍の捕虜となっていたフランス軍部隊の解放も遅れ、8月15日以降は様々な現地勢力による政治的空白地帯の支配が進められた。こうした情勢下で最も利益を受けたのが共産主義勢力であった。ホー・チ・ミン指揮下のベトミンは独自の政府を成立させるべく、他勢力を駆逐してハノイやサイゴンの確保を目指した。8月17日にはベトミンの総蜂起によるベトナム八月革命が発生し、9月2日にはベトナム帝国が廃されベトナム民主共和国（北ベトナム）の独立が宣言された。
革命最中の8月22日には、フランス共和国臨時政府を代表したジャン・セディール少佐が、南ベトナムにおける統一準備政府である南部暫定行政委員会との交渉のためにコーチシナへと落下傘で降下したものの、現地の日本軍守備隊によって護衛と共に逮捕され、サイゴンへと連行されている。セディールは解放後に改めて委員会との交渉に着手し、後にインドシナ高等弁務官に任命されている。
セディールのほか、多くのフランス側政治要員がインドシナ各地への落下傘降下を試みたものの、日本軍の勢力圏外に降り立った者はほとんどがベトミンに殺害されたという。
9月10日、南部暫定行政委員会は南部人民委員会に改組された。委員会は委員長ファム・バン・バック、副委員長兼軍事委員チャン・ヴァン・ザウなど13人から成っており、グエン・バン・フオン博士率いる50人の諮問委員会が付属した。
連合各国はフランスのインドシナ領有を認めていたが、再進駐についてはアメリカ合衆国からの反対があった。この時点でアメリカ政府は公的な立場において共産主義勢力であるベトミンへの敵意を明らかにしてはいなかった。
マッカーサーによる降伏文書調印式は9月2日に戦艦ミズーリ艦上で行われ、3日後には各地の捕虜収容所に対して支援物資のパラシュート投下が行われた。更に翌日、ALFFIC先遣隊がサイゴン入りし、11日には旅団主力がビルマのモビ飛行場（Hmawbi Field）からバンコク経由でサイゴンまで輸送された。サイゴンでは未だ武装を保った日本軍とベトミン軍の将兵によって連合国軍部隊の歓迎式典が行われた。

### インドシナの日本軍

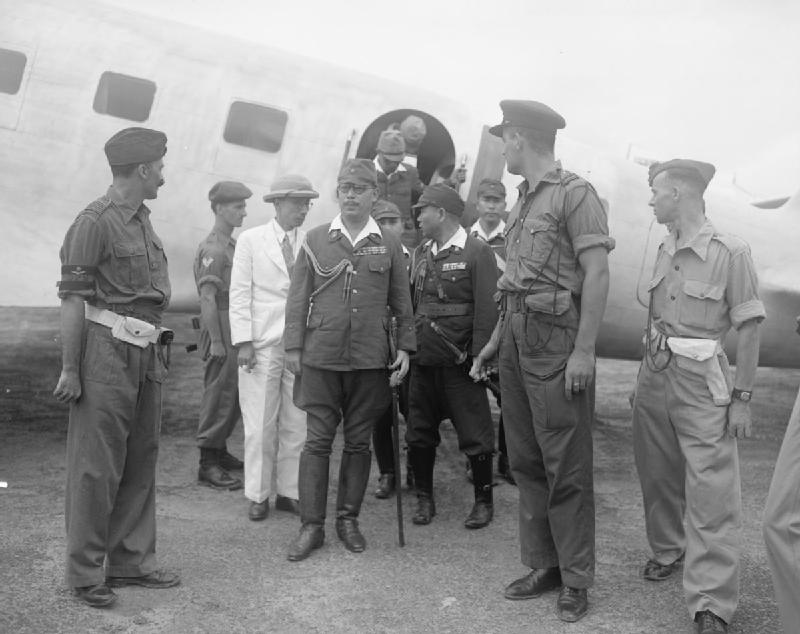
任務引き継ぎおよび投降に関する交渉のためラングーンを訪れた日本側代表団。中央の陸軍将校が沼田中将（1945年）

降伏する前の日本軍は、1945年3月までは現地フランス軍部隊と協同で警備を行っていたが、マニラを陥落させたアメリカ軍によるインドシナ半島侵攻への警戒と仏印当局への不信感から、3月9日にフランス軍部隊を解散させ1万5000名の兵士を捕虜にしていた（明号作戦）。このため、連合国軍再進駐の時点でも日本軍部隊の武装解除は一切行われていなかったのである。
敗戦当時、インドシナには71,000名以上の日本兵が駐留していた。北部に2万名と在留邦人2000名、北緯16度線以南では、サイゴンに約4万名、その北東のトゥドックには2万5千名であった。
仏印の日本軍は、北部と南部に主点を置いていた。北部においては、第38軍司令部および第21師団、混成旅団が駐屯し、アメリカ軍の侵攻に備えた陣地構築を行っていた。兵力はおよそ2万人を数え、そのほかに在留邦人およそ2,000人があった。敗戦後、第21師団長三国直福中将は、北部国境近くで中国軍と交戦していた部隊を撤退させると共に、全軍を海岸線近くに展開させた。また、師団司令部をハノイからクアンニエンの旧フランス軍兵舎に移し、やがて在留邦人らもここに集め、司令部の戦力をもってその保護にあたった。北部の日本軍は中国軍に投降することとされていたが、投降受理主管とされた中国第1方面軍司令官盧漢大将の到着が大雨に伴う洪水や氾濫のために遅延していた。この時期、第21師団司令部では在留フランス人らの陳情を受け、居留地の警備に兵力を割いている。
明号作戦後の安南では、フランス支配からの脱却をねがう動静もあり、一般のベトナム住民の対日感情は決して悪くはなかった。同時にフランス人に対する反発は依然として強く、9月27日に元仏印総督府の広間で催された降伏式では、日本軍の代表者（土橋軍司令官、三国師団長、上田少将）のほか、アメリカと中国の高級将校が多数招かれた一方、フランス軍人は1人も招待されなかった。さらに装飾の万国旗からもフランス国旗が取り除かれていたという。降伏後、北部に展開した日本兵のうち、戦犯容疑者を除くほとんどは1946年4月に帰国を果たした。
一方、南部ではイギリスが日本軍の武装解除に責任を負った。8月19日に勅令を受領した南方軍総司令官寺内寿一元帥は、直ちに南方軍の任務引き継ぎおよび降伏に関する交渉に着手し、参謀長沼田多稼蔵中将が交渉における日本側代表者となった。沼田は連合国側代表者らに対し、「戦争の勝敗など日本人にはどうでもよい。それよりはるかに重要なのは、武士道の精神を守ること、つまり軍国主義の精神を守ることだ」と述べたという。交渉にあたり、沼田らは2度にわたってイギリス軍司令部のあるラングーンとダラットを往復することとなる。
連合国軍先遣隊到着直前の9月2日、コーチシナ（南部）解放委員会が主催した政権樹立と連合国軍代表歓迎の式典の最中、在留フランス人らとの衝突が起こり、最終的にフランス人数十名が殺害される事態となった。日本軍の介入により、この騒動は夜までに沈静化した。翌日、第2師団長馬奈木敬信中将は、当時委員会を率いていたチャン・ヴァン・ザウを呼び出し、自重をのぞむと共に武装を3分の1まで削減するよう勧告した。チャン・ヴァン・ザウは、件の暴動の発端はフランス人側であったことを指摘し、武装解除の指示には応じるものの、フランス側の言動にも注意することを求め、今後日本軍が治安に責任を負う間はベトミンは行動を慎み迷惑は掛けない旨を伝えたという。ベトミンは大戦中にアメリカからの支援を受けていたため、おおむね連合国軍には好意的だったものの、フランスだけはその例外であった。
ベトミンは日本兵に対し、ベトミンへの参加を求める説得工作を行っていた。9月11日に英印軍が到着するまでに日本軍を脱走していた日本軍兵士は約2,000名のみであったと言われている。ハノイでは8月15日以降、日本軍第38軍が降伏に備えて待機していたが、部隊や軍人はベトミンに武器を引渡していた（第一次インドシナ戦争#日本軍憲兵隊）。

## イギリス軍のベトナム進駐

### フランス軍の再武装

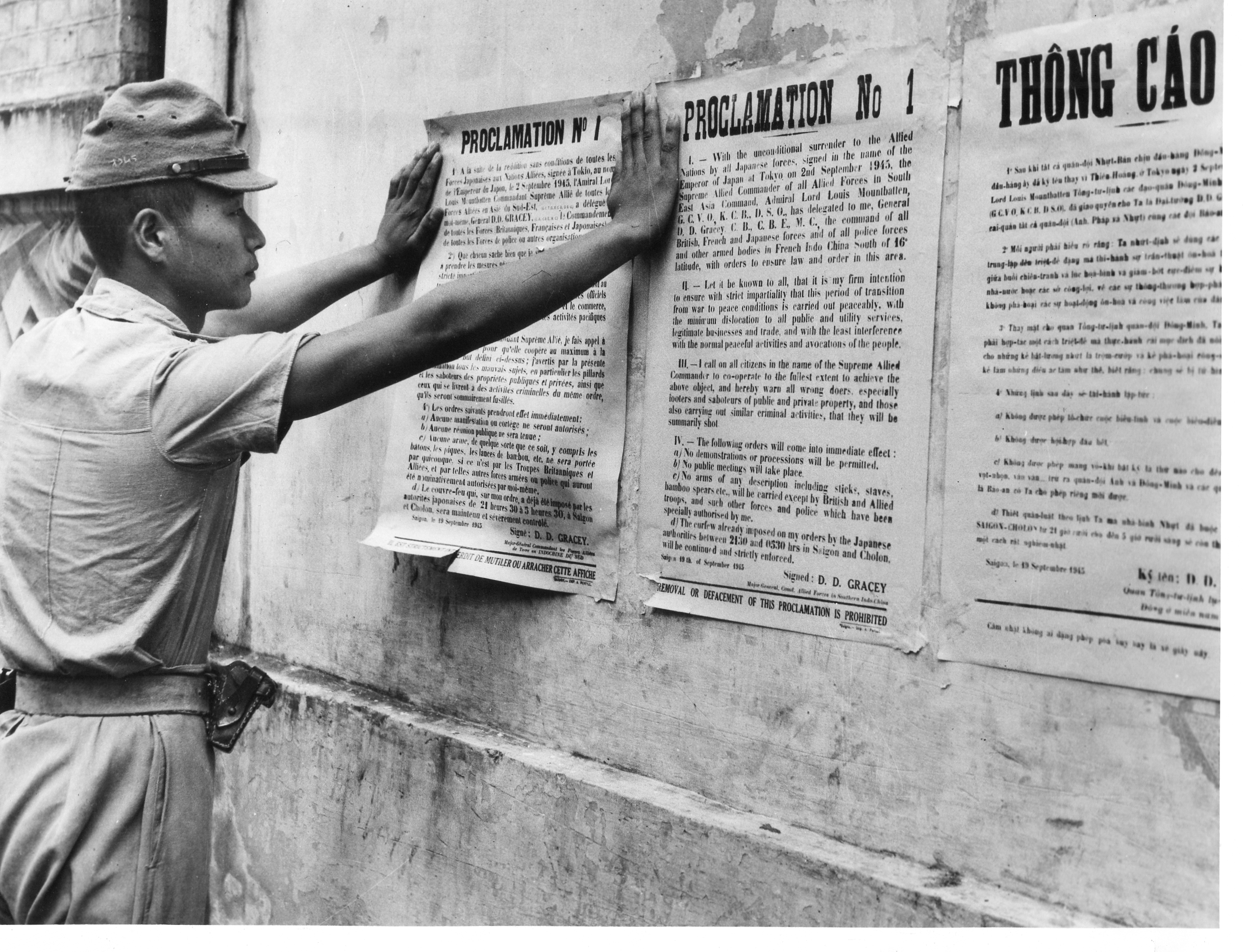
グレイシー将軍による最初の布告をサイゴン市街に張り出す日本兵。グレイシーがインドシナ半島南部における英仏日軍および警察、その他の武装組織の指揮権を引き継ぎ、治安に関して責任を負う旨が宣言されている。この布告は3ヶ国語（英、仏、越）で行われた（1945年9月）

英印軍第20インド師団がサイゴンに進駐したのは、日本降伏から約1か月後の9月11日で、完全にホーチミンに展開したのは南部抗戦が勃発した9月23日から3日後の26日であった。
9月13日、ベトナムに到着したグレイシーはすぐさま事態の深刻さを認識した。サイゴンでは共産主義者が率いる革命勢力が辛うじて権力を掌握していたが、行政システムは崩壊し、秩序は失われ、暴動や殺人が横行していた。未だ武装を保っている日本軍も、連合国軍への潜在的な脅威と見なされた。また、当初予定されていたアメリカ軍信号隊の派遣が政治的な理由で中止されたため、ビルマにある上級司令部とサイゴン間の通信に問題が生じていた。通信に関わる問題の解決には数週間掛かった。
この時点で、飛行場の保安業務は日本軍部隊が担当していた。オランダ領東インドなどのイギリス軍占領地でも同様に日本軍部隊が動員されていたことが知られており、やがて英米のメディアにおいて論争を招くこととなった。グレイシーの任務には日本軍の武装解除も含まれていたものの、兵力が不足し、治安が急速に悪化する中、防衛部隊として相当数の日本軍部隊を維持する必要があることも同時に明らかであった。
ベトミンはグレイシー率いる英印軍を歓迎したものの、後のフランス軍捕虜の解放やフランス部隊の到着の際には英印軍および日本軍に強い抗議を行っている。さらにベトミンはフランス軍を「許可なく侵入してくる外国軍」と称し、実力を以て攻撃するとの声明を行った。フランスとベトミンの対立が深まる中、これら勢力の衝突が起こった際には、しばしば日本軍が仲介に当たった。
13日、セディール少佐が旧総督官邸にフランス国旗を掲揚し、サイゴン市民の反発を招いた。
9月19日、SEACは第20師団に対し、サイゴン放送局（Radio Saigon）の占領およびベトミンによる各種放送の検閲の実施を命じたが、同時に内政問題への介入を禁ずる一見して矛盾する声明も発表した。同日、連合国委員会がベトミン臨時政府と会談を行った後、全ての新聞の廃刊、臨時政府による建物およびその他の資産の没収の禁止、全ての市民集会・デモ行進・武器携行の禁止、夜間外出禁止令の施行を定めた宣言を発表すると共に、ベトナム全土の警察・武装集団のリストを要求した。さらに戒厳令が布かれ、グレイシーは2個大隊相当の兵力でこれを執行することとなった。グレイシーはSEACに対し、一連の行動がフランス側との協議を経たものであるから、内政干渉には当たらないという旨を報告した。グレイシーによる布告は9月21日に発効されたが、兵力不足のため夜間外出禁止などを強制することはできなかった。第20師団司令部では、兵力を補強するべく日本軍部隊の動員が本格的に議論され始めた。グレイシーは反発を恐れて日本軍の投入に消極的だったが、結局は日本軍部隊も治安維持任務に参加することとなった。首都サイゴンの警備を担当したのは、歩兵第29連隊第1大隊であった。
また、戒厳令の布告に関連し、マウントバッテンとグレイシーの関係にも問題が生じていた。マウントバッテンはグレイシーが治安責任者に過ぎないと主張し、21日にも抗議を行ったものの、英国参謀長委員会と英国外務省はグレイシーへの支持を表明した。
管理責任が日本軍から英印軍へと移管される際、日本軍側は「ベトナムの独立を認めなければ事態は急変する。日本軍がおこなった明号作戦以後のベトナム政情の推移を日本側から詳細に聴取し、そのうえで接収・管理する」ようにと勧告したが、インド統治での経験に自信を持っていたグレイシーはこれを聞き入れなかった。9月中旬、イギリス主宰でベトミン政府とフランス軍の会談が開催されたが、この際にも日本軍の代表は招かれず、さらにはベトナム警察の武装解除が強行採決された。英印軍は警察の再編成を目的としたものと説明したが、日本軍はこれを最悪の対策ととらえ、武装解除の実行行為は必ず誤解を招くと忠告した。結局、これも摩擦を避けるために日本軍が担当することとなり、22日にはいくつかのベトミン側警察部隊の武装解除が実施された。
22日、フランス軍捕虜が解放され、再武装の後に治安維持任務へと投入された。グレイシーはこれによって兵力不足が解決されるものと考えていたが、まもなくして問題が起こった。この日、フランス軍が独断でベトミン側警察部隊の武装解除に赴いたところ、激しい抵抗を受けて戦闘状態となり、死者を出す事態となった。さらに、英印軍はベトミンが明け渡した政府庁舎をフランス軍へと引き渡したものの、同日中に起こった反乱で庁舎は奪還され、フランス兵らは捕虜とされた。この出来事が発端となり、フランス軍部隊の規律は崩壊し、彼らは報復と称してベトミンと思しき者を無差別に殺害し始めたのである。これにはフランスの民間人らも加わっていた。
北ベトナム側では、9月22日夜から23日にかけての衝突によって南部抗戦が開始されたとしている。現代のベトナム社会主義共和国においても、9月23日を「南部抗戦の日」として記念している。
その後、グレイシーはサイゴンにおけるベトミンの支配を緩和させるため、重要地点の警備をALFFIC部隊に交代させ、さらにフランス軍へと引き継いでいった。これはベトミンがフランスに対して直接これらの地点を明け渡さなかったことによる措置だった。

### ベトミンのインフラ攻撃
22日夜、ベトミンはフランス以外の連合国軍に対しても全面抗争を敢行すること、またそのすべての責はフランスにあることを宣言し、サイゴンを去った。日本軍の仲介もあり、9月末には一時サイゴンに戻って英仏当局との政治的解決を図ったものの、結局会談は決裂し、再びサイゴンを離れた。
9月23日からはサイゴンの大部分がフランスの支配下に置かれ、ベトミンのもとには一部地域のみ残された。その後、フランス軍部隊によってベトミンの排除が行われ、フランスはサイゴン全域を確保した。この際の戦闘で2名のフランス兵が戦死している。
24日、グレイシーが権限を逸脱して行動していると疑念を抱いていたマウントバッテンは、英印軍部隊は「重要地域」のみを担当し、サイゴン以外はフランス軍および日本軍に任せるようにと指示した。同時期には、第20師団において日本軍部隊の活動範囲の拡大が議論されていた。以後、日本軍部隊は治安維持に留まらない攻撃的な作戦にも投入されるようになる。日本兵らはフランス軍の指揮下に入ることを好まず、しばしばイギリス軍将校の指揮下で戦った。反抗的な日本軍指揮官も少なくなかったが、フランス軍主力の到着が遅延する中、グレイシーは日本軍に頼るほかなかった。当時の日本軍側の報告記録によれば、グレイシーは9月26日に主要な日本軍の指揮官、すなわち寺内、沼田、馬奈木の3人を司令部に呼びつけ、1時間あまりにわたって厳重な命令を行った。グレイシーは「自分の命令は天皇の命令である」、「自分の命令に従わぬ者は戦犯として処置する」などと述べた後、日本軍とベトミンがあたかも「馴れ合い」をしているようだと批判し、プノンペンからサイゴンまでの食料輸送の確保を行うようにと3人に指示したという。なお、グレイシー自身は日本兵らを戦犯などに問うようなことを止めて、全員を放免するべきと考えており、後にフランス軍の指揮を取ったフィリップ・ルクレールも、「インドシナから日本人を一人残らず追い払うことが我々の利益である」と述べている。当時、逃亡日本兵らがベトミンに武器の提供や軍事指導などの援護を行っていることが英仏両軍によって問題視されており、とにかく帰国さえさせてしまえば、こうした運動に身を投じる者もいなくなるとされていたためである。こうした理由から、英仏当局は共に逃亡日本兵の捜索に熱心で、要請を受けた日本軍は帰隊を呼びかけるビラの投下・掲示や捜索隊の派遣を複数回行っている。1946年4月からはフランス軍の主導のもと、元第55師団参謀長斎藤弘夫中佐ら何人かの日本軍将兵から成る逃亡日本兵捜索機関（SDJ）が設置され、1948年まで活動した。
24日にはベトミンによるゼネストが始まり、サイゴンにおける水や電気の供給が停止した。25日にはサイゴン北部にて、300世帯以上のフランス系・ユーラシア系住民がベトミンやその他の民兵組織によって虐殺された。同日中にベトミンがサイゴン中央市場地区への攻撃を開始し、タンソンニャット飛行場でもこれに呼応した別グループによる攻撃が始まった。タンソンニャット飛行場への攻撃はグルカ兵部隊によって退けられ、双方の戦死者はイギリス兵1名、ベトミン兵6名であった。
その後の数日間、ベトミンとイギリス軍哨戒部隊の衝突が何度か発生し、ほとんどの場合はベトミン側が大きな損失を被った:70。当時ベトナムに進駐していたイギリス将兵は最近まで日本軍と戦っていた戦闘経験豊富な者ばかりで、またインド方面や北西辺境州にて対ゲリラ作戦や治安任務に従事した経験がある者も多かった。一方、ベトミン兵は勇敢でこそあったものの、十分な軍事訓練を受けた者は少なかった。

### フランス軍の増援
10月1日、グレイシーの活動権限が正式に拡大され、3日にはそれまで禁止されていたスピットファイア戦闘機による攻撃が許可された。また、10月1日にはイギリスとベトミンの代表者による会談が催されている。この中で2日に発効予定の停戦合意が交わされ、フランスとベトミンの会談も3日に設定された。ただし、その後も戦闘は散発的に続いていた。10月5日、フィリップ・ルクレール中将指揮下のフランス軍部隊がサイゴンに到着し、グレイシーの指揮下に入った。10月10日、タンソンニャット飛行場付近で水路点検を行っていたイギリス軍の工兵分遣隊がベトミンからの攻撃を受け、これにより停戦は破られた。工兵の大半は殺害されるか負傷していた。この事件を受け、グレイシーは日本軍将兵の復員よりも治安の回復こそが優先すべき課題であると認めた。この時点で増援としてE・C・V・ウッドフォード准将（E.C.V. Woodford）指揮下の第32旅団がベトナムへ派遣されている。第32旅団は特に治安悪化が著しいサイゴン北部郊外のゴーヴァップおよびザーディン方面に配置された。英印軍第16軽騎兵連隊所属の装甲車による支援を受けた第32旅団が到着すると、同方面に展開していたベトミンは撤退した:206。

### グレムリン・タスクフォース
サイゴンは航空戦略上の重要拠点とも見做されていたが、インドシナに展開した連合国軍では航空機も燃料も不足していた。こうした中で、タンソンニャット飛行場に残されていた日本軍作戦機と燃料（連合国軍作戦機での使用には適さなかった）、そしてこれらをかつて運用していた日本軍の飛行士や整備員らに注目が集まった。英空軍インドシナ方面司令官ウォルター・チェシャー将軍は、日本兵と日本軍作戦機による航空隊の創設を決定。部隊名はグレムリン・タスクフォース（Gremlin Task Force）とされ、指揮官H・F・マクナブ少佐（H. F. McNabb）のほか、将校や通信技術者など少数の英軍人も参加した。作戦機の国籍を示す日の丸は、イギリス空軍の「蛇の目」で塗り潰された。グレムリン・タスクフォースはもっぱらインドシナ地域内での短距離空輸に従事していたが、稀にシャム方面やシンガポール方面への長距離飛行を行うこともあった。

### イギリス・インド軍・日本軍の戦闘

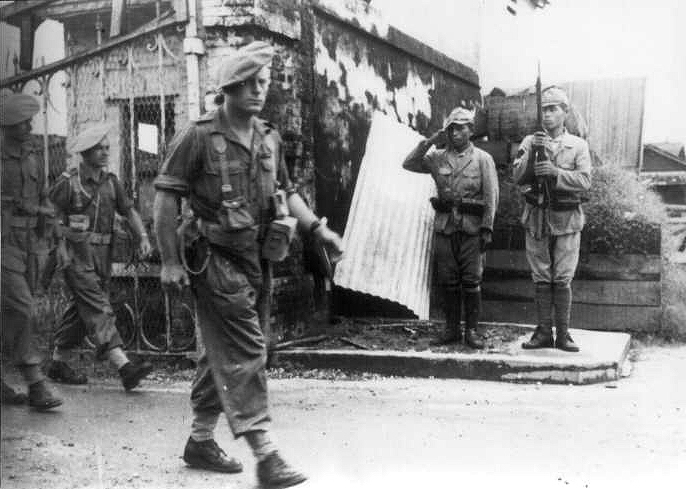
自由フランスCLI第6コマンド部隊の兵士を敬礼で迎える日本兵（1945年11月、サイゴン）

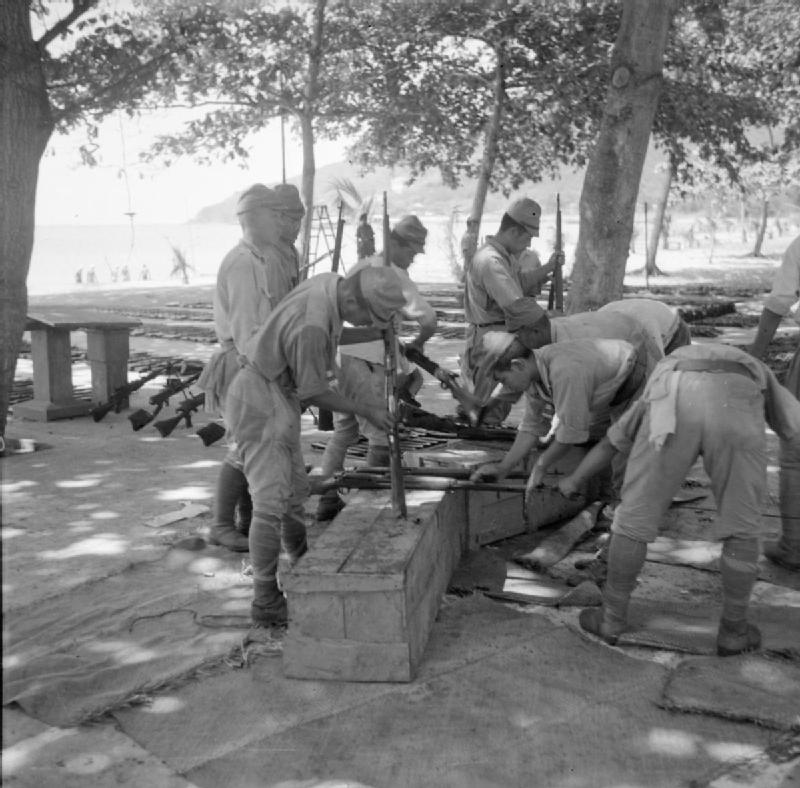
サンジャック捕虜収容所にて銃器の整備を行う日本兵ら

スピットファイア戦闘機を用いた航空偵察の結果、サイゴン市街包囲を目指すベトミンによって周辺道路が封鎖されていることが明らかとなった。10月13日、タンソンニャット飛行場への攻撃が始まった。英印軍および日本軍によって撃退されるまでに、ベトミン部隊は管制塔から275mの距離まで接近し、また通信施設のドアまで到達していたという。ベトミンの撤退後、日本軍部隊に迫撃が命じられたが、日没頃には敵を見失ったために中止された。
10月17日までに第20師団を構成する全ての部隊がインドシナに到着した。C・H・B・ロダム准将（C.H.B. Rodham）指揮下の第100旅団は、ベトミンが存在すると目されたサイゴン北部・北東部のトゥドック、トゥーザウモット、ビエンホアに派遣されることとなった。この際、サイゴンの日本軍司令部に対し、23日から25日にかけて、同地域を占領し、法と秩序の維持に責任を負う旨を伝えた。また、日本軍部隊は旅団の指揮下に入り、ベトミンの武装解除、武器の捜索、主要な街周辺の掃討を続けるよう指示を受けた。
その後、ベトミンはサイゴン周辺の重要地点、すなわち発電所、ドック、タンソンニャット飛行場、水源である自噴泉への攻撃を試みた。これによってサイゴンでは定期的に停電が引き起こされ、銃声や爆発音、砲声などが頻繁に響くようになった。サイゴン市内の守備を突破できなかったため、ベトミンは包囲をさらに固めていった。この時点でイギリス軍哨戒部隊が包囲突破およびベトミンの弱体化を目的に攻撃を繰り返しており、新たに派遣されたフランス軍部隊も支援に当たっている
10月25日、日本軍哨戒部隊がトゥーザウモット付近でロシア人軍事顧問を捕虜にした。これはソ連邦が当時の紛争に関与していた唯一の証拠とされている。ロシア人捕虜はトゥーザウモットに駐屯していた第1グルカライフル連隊の第1大隊長シリル・ジャーヴィス中佐（Cyril Jarvis）に引き渡され、ジャーヴィス自身による尋問が行われたものの、重要な情報は得られなかった。その後はフランスの保安部（Sûreté）に引き渡され、消息不明となった。
イギリスはベトミンをサイゴンからさらに遠ざけるべく、戦力を結集させたタスクフォースの編成を行った。ゲートフォース（Gateforce）と名付けられたこの部隊は、ビエンホアに駐留する第13辺境軍ライフル連隊第14大隊長のL・D・ゲーツ中佐（L.D.Gates）を指揮官として、英印軍のインド歩兵、砲兵、装甲車、および日本軍の歩兵大隊から構成されていた。10月29日、タスクフォースはサイゴンから東に位置するスアンロク県にて哨戒基地を設置、3日間の哨戒を経て、この方面に逃げ込んだというベトミン2,000名の追跡およびベトミン幹部らの捕獲に乗り出した。2日間続いた戦闘の末、200名近くのベトミンが殺害され、人質として囚われていた民間のフランス人20名が救出された。
11月に入ると、仏領インドシナ高等弁務官兼仏軍司令官ジョルジュ・ティエリ・ダルジャンリュー海軍中将がインドシナに到着し、一連の作戦の指揮権がフランスへと引き継がれた。これによって第20師団は体勢を立て直し、治安任務をフランス軍に引き継ぎつつ、日本軍の段階的な武装解除に着手できるようになった。
11月18日、サイゴンから南に位置するロンキエンに捕らえられていたフランス人の人質を解放するべくグルカ兵部隊が派遣された。途中、彼らは強力なベトミン部隊と遭遇して一時撤退を余儀なくされたが、数日後には戦力を増強した上で再派遣されている。当時の作戦に従事したグルカ兵によれば、元日本兵がベトミンの指揮を執っていた事例が何度かあったという。行軍中に古いフランス軍の要塞に立て籠もったベトミンによって足止めされた際には、ククリ（グルカナイフ）を用いた突撃が行われた。要塞の扉をバズーカで吹き飛ばしたグルカ兵は、ククリを抜いて内部へ突入し、守備隊との白兵戦を行った。ロンキエンへは同日中に到達したものの、人質は1人も救出できなかった。また、作戦を通じて80名ほどのベトミンが殺害された。

### フランス軍への引渡し

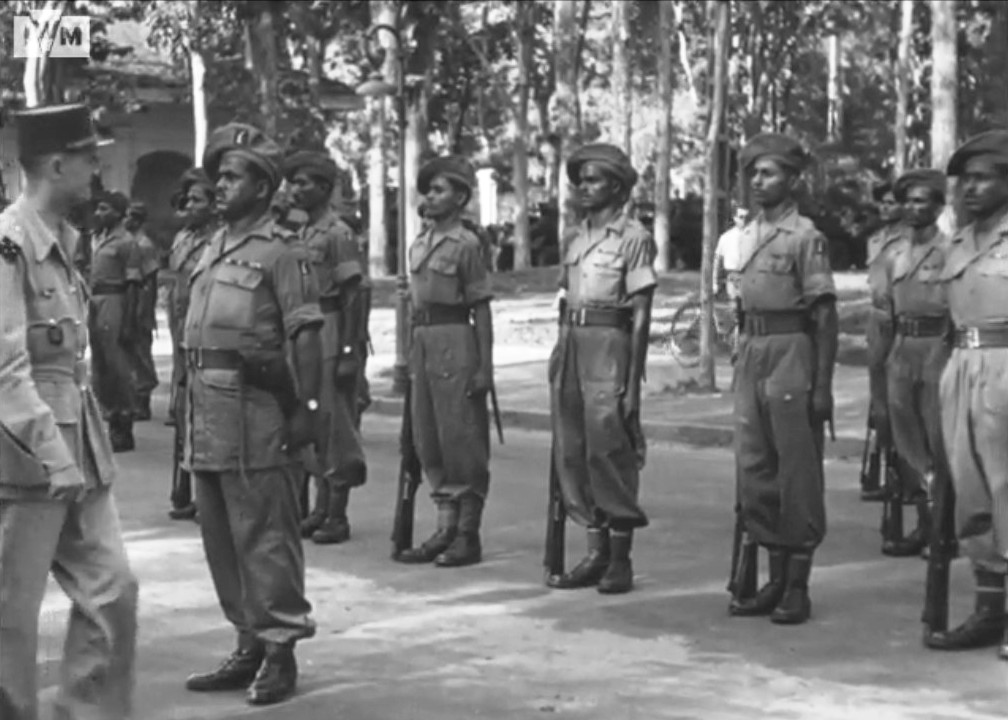
ルクレール将軍による閲兵を受ける第20師団将兵（1945年12月22日）

11月28日、第32旅団はサイゴン北部郊外をフランスへと明け渡した。さらにマウントバッテンの到着によって寺内元帥率いる南方軍の降伏が正式に承認されるとの予想から、兵力の削減計画も建てられていた。サイゴンを訪れたマウントバッテンはグレイシーやルクレールと会談し、第20師団の撤退について協議した。この中で、第32旅団は年内に、第80旅団は師団司令部と共に1946年1月末を目処に撤退する方針が決定した。12月、第32旅団および第80旅団は、日本軍の武装解除および支配領域のフランスへの移譲を段階的に実施した。一方、第100旅団が展開するサイゴン北部では、1月初旬まで戦闘が継続していた。
中部高原南部を巡る戦いでは、ベトミンは多くの集落からフランス軍を排除し、同時に中部高原各地で新たな拠点を確保した。12月中頃にはバンメトートがベトミンによって占領される。この時期の作戦においては、12月11日に英空軍第273飛行隊所属のスピットファイア戦闘機が行った航空支援が、ベトミンに対する唯一の有効な打撃だった。
1946年1月3日、この紛争における最も大規模な戦闘がイギリス軍とベトミンの間で起こった。900名ほどのベトミン部隊がビエンホアに駐屯していた第13辺境軍ライフル連隊第14大隊を襲撃したのである。戦闘は夜通しで行われ、100名ほどのベトミンが殺害されたが、イギリス兵およびインド兵の被害は皆無であった。ほとんどのベトミンは機関銃陣地からの十字砲火によって殺害されていた。
1月中頃から、ベトミンはイギリス、フランス、日本軍部隊に対する大規模な攻撃を控え、代わりに待ち伏せやヒット・アンド・ラン攻撃、暗殺といったゲリラ戦術を展開するようになり、各国軍は哨戒活動の強化を強いられることとなった。この紛争は最初の近代的不正規戦争とも評され、ベトミンは長期作戦を展開しうる十分な戦力を有していたものの、一方で対峙した各国正規軍もアジア方面のジャングルや田園地帯での作戦活動に熟練していたために勝利を収めることができなかったとされる。
1月末までに、第80旅団はインドシナ戦線の指揮権をフランス軍へ明け渡し、また第100旅団もサイゴンまで後退した。グレイシーはルクレールに指揮権を引き継ぎ、28日にインドシナを離れた。第100旅団は権限移譲後もフランス軍の支援を目的に駐留していたが、政治的な理由から中止され、2月8日から9日の2日間をかけて撤退した。第20師団所属部隊の大部分は2月中に撤退した。武装解除された54,000人以上の日本兵は、サンジャック捕虜収容所にて帰国を待つこととなった。英印軍のうち、第12辺境軍ライフル連隊第9大隊はこのサンジャック収容所の警備と送還業務のために、第8パンジャブ連隊第2大隊はサイゴン警備のために残留し、3月末まで任務を継続した。また、第8パンジャブ連隊第2大隊所属の中隊を含む小規模な混成部隊は、連合国による占領統治の一環として5月15日までサイゴンに残されていた。
イギリス空軍は1945年末から1946年2月にかけて順次撤退した。既にフランス軍への引き継ぎが進んでいたことに加え、予備の日本軍作戦機が枯渇しつつあったことから、グレムリン・タスクフォースはイギリス空軍部隊の撤退支援を完了した後に解散した。グレムリン・タスクフォースは解散までに2,000回以上の飛行任務を遂行した。

## 死傷者
この紛争におけるイギリスおよびインド兵の死者は40名と記録され、フランスと日本の戦死者はこれよりもやや多いとされている。ベトミン側の戦死者はおよそ2,700名と推測されている。非公式な推定はこれよりも多く見積もられているが、ベトミンが自軍の負傷者や戦死者の回収を行っていたこともあり、正確な集計は不可能と考えられている。これらのベトミンのうち、イギリス兵によって殺害されたのは600名で、それ以外はフランスおよび日本の将兵によって殺害された。
南方軍総司令部が作成した南方軍状況報告（1946年3月）によれば、敗戦後の治安作戦などで戦死した日本兵の数は164人であった。

## その後
1946年3月から6月、ベトミンは共産党の地位を確固なものとするべく国粋主義的勢力の排除を推し進めた。レ・ズアンはこの大規模な粛清を「反動の一掃」と表現した。1946年から1948年にかけて数万人の国粋主義者やカトリックが処刑された。
1946年5月から12月までの期間、ホー・チ・ミンは合計して4ヶ月をフランスで過ごし、ベトナムの統一と完全な独立を求めたものの、フランス政府から一切の保証を得ることはできなかった。ベトミンとの衝突を経て、フランス軍はハイフォン港を攻撃・占領し、さらにハノイからのベトミン排除を試みた。1946年12月19日、ヴォー・グエン・ザップ指揮下のベトミン30,000名がフランス支配下のハノイに対する攻撃を発動した（ハノイの戦い）。これによってフランスと南ベトナムとの第一次インドシナ戦争が勃発し、最終的に1956年に南北ベトナム全国統一選挙を行うとして和解に至ったものの、アメリカが統一選挙を拒否し、南ベトナム国を存続させたことから、さらにベトナム戦争が勃発した。